# Biskupi moskiewscy
Biskupi moskiewscy – biskupi diecezjalni, biskupi pomocniczy administratury apostolskiej europejskiej części Rosji (1991–2002) i archidiecezji moskiewskiej (od 2002 roku). 

## Biskupi

### Biskupi diecezjalni

#### Administratorzy apostolscy europejskiej części Rosji (1991–2002)[1]
| Lata urzędowania | Biskup | Biskup                | Uwagi                                                                             |
| ---------------- | ------ | --------------------- | --------------------------------------------------------------------------------- |
| 1991–2002        |        | Tadeusz Kondrusiewicz | później arcybiskup metropolita nowo powstałej archidiecezji Matki Bożej w Moskwie |

### Arcybiskupi moskiewscy
| Lata urzędowania | Biskup | Biskup                | Uwagi                                            |
| ---------------- | ------ | --------------------- | ------------------------------------------------ |
| 2002–2007        |        | Tadeusz Kondrusiewicz | później arcybiskup metropolita mińsko-mohylewski |
| od 2007          |        | Paolo Pezzi           |                                                  |

#### Biskupi pomocniczy
| Lata urzędowania | Biskup | Biskup          | Uwagi |
| ---------------- | ------ | --------------- | --- |
| 1998–1999        |        | Clemens Pickel  | biskup pomocniczy administratury apostolskiej europejskiej części Rosji, następnie administrator apostolski południowej Rosji, późniejszy biskup Saratowa |
| od 2020          |        | Nikołaj Dubinin | |